# Pabellón Universitario V Centenario
El Pabellón Universitario V Centenario és un recinte esportiu pertanyent a la Universitat d'Extremadura, situat en el campus d'aquesta institució a Càceres.

## Un pavelló ACB
El pavelló fou entre 1992 i 1999 la seu com a local de l'equip Cáceres Club Baloncesto, el qual arribà a disputar diverses temporades a l'elit del bàsquet estatal dins de la Lliga ACB. Després de la temporada 1998/99 l'equip es traslladà al més modern Pabellón Multiusos Ciudad de Cáceres. La decisió de jugar els partits dins de la universitat es degué principalment a l'exigència per part de l'ACB als equips de disputar els seus partits en pavellons de més de 5.000 espectadors.
En 1997 va acollir l'All Star de la Lliga ACB.
El V Centenari va ser a més l'escenari en el qual va fer el seu debut en l'ACB Pau Gasol. Va ser el 17 de gener de 1999 quan militava en les files del FC Barcelona.